# Rhynchothecaceae
Famille
Les Rhynchothecaceae Endl.  sont une petite famille de plantes dicotylédones. 
Quand elle était valide, c'était une toute petite famille originaire d'Amérique du Sud.
Son unique espèce, Rhynchotheca spinosa Ruiz & Pav., fut décrite par Hipólito Ruiz López et José Antonio Pavón et publiée en 1798 dans Systema Vegetabilium Florae Peruvianae et Chilensis (es).

## Étymologie
Le nom vient du genre type Rhynchotheca, nom latinisé des mots grecs anciens ῥύγχος / rhúnkhos, « groin ; nez ou museau d'un animal ; bec d’un oiseau »), et θήκη / thêkê, « étui, boîte, caisse ») en référence aux fruits dont les graines sont enfermées dans des loges terminées en pointe.

## Classification
Cette famille a rarement été reconnue que ce soit par la taxonomie végétale classique, ou par les systèmes APG 1998, APG II (2003), APG III (2009) ou APG IV (2016). 
Elle a été incorporée aux Francoaceae qui regroupe les espèces des quatre familles suivantes : Bersamaceae (genre Bersama (en)), Ledocarpaceae, Rhynchothecaceae et Vivianiaceae.